# Jules Jeanneney
Jules Émile Jeanneney (ur. 6 lipca 1864, zm. 27 kwietnia 1957) – francuski polityk i prawnik, deputowany do parlamentu (1902–1909), senator (1909–1944), przewodniczący senatu (1932–1940) i minister stanu w latach 1944–1945 w pierwszym rządzie Charles’a de Gaulle’a).
Jules Jeanneney był ojcem polityka i ekonomisty Jean-Marcela Jeanneneya (1910-2010) oraz dziadkiem polityka i historyka Jean-Noëla Jeanneneya (1942). Obaj byli kilkukrotnie ministrami, odpowiednio za prezydentury Charles’a de Gaulle’a i François Mitterranda. 